# یان شور
یان شور (ایتالیایی: Jan Schur؛ زادهٔ ۲۷ نوامبر ۱۹۶۲) دوچرخه‌سوار اهل آلمان است.
وی در مسابقات کشوری و بین‌المللی در مجموع برندهٔ ۱ مدال طلا شده‌است.